# Вуковар, једна прича
Вуковар, једна прича је југословенски филм из 1994. године који је режирао Боро Драшковић, који је и писао сценарио заједно са Мајом Драшковић.

## Кратак садржај
Прича о љубави, патњи, о судбинама људи који су преживели „Хирошиму“ данашњег времена, а на основу истините љубавне приче двоје младих, Хрватице и Србина, који се, под утицајем политичког маркетинга, а касније и рата, удаљавају и разилазе преживевши пакао. Прича о понављању историје, о наставку Другог светског рата на тлу бивше Југославије, о патњама и страдању обичних људи, који, под утицајем моћних политичких интереса, уништавају своју породицу и свој дом.

## Улоге
| Глумац               | Улога              |
| -------------------- | ------------------ |
| Мирјана Јоковић      | Ана                |
| Борис Исаковић       | Тома               |
| Светлана Бојковић    | Вилма              |
| Предраг Ејдус        | Стјепан            |
| Михаило Јанкетић     | Душан              |
| Душица Жегарац       | Вера               |
| Небојша Глоговац     | Фадил              |
| Мира Бањац           | Милка              |
| Душан Јанићијевић    | Јован              |
| Оливера Марковић     | Црна               |
| Соња Вукићевић       | Риђа               |
| Александра Плескоњић | Плава              |
| Горан Даничић        | Бруно              |
| Предраг Лаковић      | Купац              |
| Мирко Буловић        | Продавац           |
| Ева Рас              | Жена               |
| Милан Ерак           | Пљачкаш 1          |
| Миња Војводић        | Пљачкаш 2          |
| Мирољуб Лешо         | Пљачкаш 3          |
| Ратко Танкосић       | Пљачкаш 4          |
| Слободан Ћустић      | Иван               |
| Новак Билбија        | Петар              |
| Светозар Цветковић   | Хрватски официр    |
| Бранко Видаковић     | Високи             |
| Љубомир Тодоровић    | Војник             |
| Љубивоје Тадић       | Срећко             |
| Никола Ђуричко       | Горан              |
| Синиша Ћопић         | Павле              |
| Жељко Митровић       | Момир              |
| Дејан Матић          | Тасевски           |
| Иван Зарић           | Фран               |
| Вања Јасеновчанин    | Ленка              |
| Андреја Маричић      | Демонстрант        |
| Мирко Бабић          | ЗНГ 1              |
| Ратко Радивојевић    | ЗНГ 2              |
| Растко Лупуловић     | Писар              |
| Гордана Лес          | Гладна жена        |
| Александар Матић     | Снајпериста        |
| Михајло Плескоњић    | Полицајац у цивилу |
| Бојан Вељовић        | Румени             |
| Миленко Заблаћански  | Војник Боранс      |
| Небојша Дугалић      | Војник Далматинац  |
| Равијојла Јованчић   | Жена са хлебом     |
| Немања Урошевић      |                    |
| Бора Плесковић       |                    |

## Каскадери
- Славољуб Плавшић Звонце
- Миомир Радевић Пиги
- Милутин Савић Џими
- Михаило Животић Мики
- Александар Филиповић

## Нaгрaдe
- Филм је био српски кандидат за Оскара за најбољи филм ван енглеског говорног подручја за 1994. годину.[4]